# Barmash
Barmash – wieś położona w południowo-wschodniej części Albanii w gminie Barmash. Wieś znajduje się 135 kilometrów od stolicy państwa, Tirany.

## Historia
Na początku lipca 1943 roku partyzanci zaatakowali kolumnę Niemców zmierzającą w kierunku Grecji we wsi Barmash.